# Sonno profondo (Yoshimoto)
Sonno profondo viene pubblicato in Giappone nel luglio 1989 ed una raccolta di racconti della scrittrice giapponese Banana Yoshimoto. L'opera raccoglie tre racconti precedentemente apparsi sulla rivista letteraria Kaien: Sonno profondo, Viaggiatori nella notte e Un'esperienza. "Queste tre storie - afferma l'autrice - raccontano la notte di alcuni personaggi che si trovano in una situazione di blocco, in una fase in cui il flusso regolare del tempo si è interrotto".

## Trama
Protagoniste di tutti e tre i racconti sono altrettante ragazze che vivono una vita sospesa tra il sonno e la veglia, tra la vita e la morte. Accomunate da questa dimensione onirica, emergono facilmente i temi che caratterizzano l'esperienza narrativa della Yoshimoto: l'amore, il sesso, il suicidio, la famiglia, la malinconia e infine la morte percepita come elemento necessario. Al centro del primo racconto troviamo Terako, una ragazza che trascorre le proprie giornate in uno stato, da qui il titolo, di sonno profondo. L'unica cosa che riesce a svegliarla sono le telefonate notturne dell'amante, sposato con una donna che per colpa di un terribile incidente stradale è ora ridotta ad uno stato vegetativo. Nel terzo racconto, in cui un medium mette in contatto la protagonista con la sua amica morta, torna il ménage à trois, mentre nella seconda storia si parla ancora di amore, morte e amicizia.

## Edizioni
- Banana Yoshimoto, Sonno profondo, traduzione di Giorgio Amitrano e Alessandro G. Gerevini, collana Universale economica Feltrinelli, Feltrinelli, 1989,  p. 144, ISBN 88-07-70047-6.